# Herniaria orientalis
Herniaria orientalis är en nejlikväxtart som beskrevs av F. Hermann. Herniaria orientalis ingår i släktet knytlingar, och familjen nejlikväxter. Inga underarter finns listade i Catalogue of Life.